# Desejo de Menina
Desejo de Menina é uma banda brasileira de forró eletrônico, formada no ano de 2003 na cidade de Petrolina, pelo empresário Antônio Soares dos Santos.
Tem como vocalistas: Mirella Vieira e Lenno Ferreira.

## História (incompleta)

### 2008/2009: Segundo DVD, premiação e mudanças na formação
A formação inicial da Desejo de Menina permaneceu até o lançamento do álbum Diga Sim, no início de 2008. Antes da gravação do segundo DVD, a vocalista Jeane Andreia deixou a banda, sendo substituída por Yara Tchê. Em abril de 2008, a Desejo de Menina gravou seu segundo DVD em João Pessoa, Paraíba. Naquela ocasião, a formação da banda incluía Lenno Ferreira, Léo Ferreira, Mirella Vieira, Alba Suany e Yara Tchê. Em 11 de dezembro, a Desejo de Menina foi nomeada "Banda de Forró do Ano" durante uma cerimônia realizada na casa de shows Canecão, no Rio de Janeiro, promovida pela rádio Nativa. A banda se apresentou no evento, interpretando a canção "Diga Sim Pra Mim", e dividiu o palco com outros artistas, incluindo Belo, Alexandre Pires e Elymar Santos.

### 2010: A segunda geração da banda
Yara Tchê, Alessandro Costa, Daniel Almeida e Anny Barbi formaram a segunda geração da banda.

#### Álbuns gravados
A segunda geração da Desejo de Menina gravou os CDs volume 6 ao 9 e os DVDs 3, 4 e 5.
O DVD Boteco da Desejo foi gravado com os quatro vocalistas, mas foi lançado apenas como CD, sem a presença de Daniel Almeida. Uma observação é que Yara gravou o segundo DVD da banda e também o volume 5 e o acústico e sertanejo, juntamente com Anny Barbi.

### 2016: O fim da segunda geração
Daniel Almeida foi o primeiro a deixar a segunda geração da banda. Seu último show foi em 21 de janeiro de 2016. Daniel retomou seu desejo de cantar sertanejo junto com seu parceiro Tiago Rabelo. Quase um ano depois, foi a vez de Anny Barbi deixar a banda. Seu último show foi no dia 1º de janeiro de 2017. Quando Yara e Alessandro se desligaram, a direção da banda resolveu apostar em Rafael Nyedson e Bruna Magalhães.

### 2017: Mudanças na formação e encerramento das atividades
Em 14 de janeiro de 2017, a Desejo de Menina anunciou Rafael Nyedson como seu novo vocalista. Posteriormente, em 7 de fevereiro do mesmo ano, a banda anunciou Bruna Magalhães como sua nova vocalista. Essa formação gravou o álbum Deixa de Marra.
Com a saída de Rafael Nyedson e Bruna Magalhães no início de 2018, o encerramento das atividades da Desejo de Menina pegou todos os fãs de surpresa, causando um grande alvoroço na internet de modo geral.

### 2018: O retorno de Yara Tchê e Alessandro Costa
No dia 2 de abril de 2018, a banda anunciou a volta dos vocalistas Alessandro Costa e Yara Tchê. O grupo confirmou a informação por meio das suas redes sociais.

### 2024: A saída de Yara Tchê e Alessandro Costa e o retorno de Mirella Vieira e Lenno Ferreira
Em 27 de fevereiro de 2024, os cantores Yara Tchê e Alessandro Costa anunciaram sua saída da banda Desejo de Menina e o fim da parceria com o empresário Antônio Soares, proprietário da marca. Os cantores deixaram a banda durante a renovação do contrato e fundaram um novo projeto chamado 'Seu Desejo'.
No dia 6 de março de 2024, a direção da banda anunciou, por meio das redes sociais, a volta de Mirella e Lenno após 15 anos.
Em 29 de maio de 2024, a banda lançou o álbum de vídeo intitulado Desejo Nostálgico, celebrando os 21 anos de carreira e marcando o retorno dos vocalistas Lenno Ferreira e Mirella Vieira. O audiovisual incluiu 17 músicas.
Em 20 de dezembro do mesmo ano, é lançada em todas as plataformas digitais, a primeira parte do audiovisual Essência, com canções que marcaram a trajetória da banda, além de inéditas e regravações de sucessos do gênero romântico.

## Controvérsias
- No ano de 2011, a banda patrocinou o Petrolina Social Futebol Clube.[29][30]

- Em 12 de julho de 2024, a banda Desejo de Menina anunciou que processaria a banda Seu Desejo por violação de direitos autorais.[31][32]

- No dia 05 de maio de 2025, Lenno Ferreira, vocalista da banda, se envolveu em um acidente de trânsito, no Km 116 da BR-428, em Santa Maria da Boa Vista, no sertão de Pernambuco. Lenno colidiu seu carro na traseira de uma van, deixando uma mulher morta e sete pessoas feridas.[33][34]